# 罗夫莱多德科尔佩斯
罗夫莱多德科尔佩斯，是西班牙卡斯蒂利亚-拉曼恰瓜达拉哈拉省的一个市镇。总面积41平方公里，总人口105人（2001年），人口密度3人/平方公里。